# Kvakoš rezavý
Kvakoš rezavý (Nycticorax caledonicus) je druh vodního ptáka žijící v Asii a Austrálii.
Konkrétně obývá ostrovy Indonésie, Filipíny, Novou Guineu, Mikronésii a Austrálii.
Je příbuzný evropského kvakoše nočního. Na rozdíl od něj má ale více denní aktivitu.
Vyskytuje se ve velkých hejnech, a to často smíšených s dalšími druhy ptáků –⁠ s ibisy či s kormorány.
Ploché hnízdo z malých větví si vytváří vysoko na stromech, případně v keřích u vody. Někdy využívá i skalní převisy a jeskyně. Snáší dvě až pět vajec, která jsou inkubována 21 dní.
Je řazen mezi málo dotčené taxony.
Dosahuje délky 55 až 65 cm. Rozpětí křídel se pohybuje v rozmezí 95 až 116 cm.
Váží 550 až 1014 g, resp. 500 až 900 g.
Živí se menšími vodními a mokřadními živočichy, vejci či mláďaty.

## Poddruhy
Vytváří sedm poddruhů, z toho jeden poddruh vyhynul v 19. století:
- Nycticorax caledonicus australasiae (Vieillot,1823)
- Nycticorax caledonicus caledonicus (Gmelin, 1789)
- Nycticorax caledonicus hilli (Mathews, 1912)
- Nycticorax caledonicus mandibularis (Ogilvie-Grant, 1888)
- Nycticorax caledonicus manillensis (Vigors, 1831)
- Nycticorax caledonicus pelewensis (Mathews, 1926)

Vyhynulý poddruh: Nycticorax caledonicus crassirostris (Vigors, 1839)

## Chov v zoo
Chov kvakoše rezavého v evropských zoo je velmi vzácný. V červnu 2020 byl chován pouze v šesti evropských zoo: čtyř německých a dvou českých zoo. V Česku je tento druh chován v Zoo Plzeň a Zoo Praha.

### Chov v Zoo Praha
Do Zoo Praha byl tento druh dovezen v roce 2016. Je chován poddruh Nycticorax caledonicus manillensis, který se vyskytuje na ostrovech Borneo, Sulawesi a na Filipínách.
Ke konci roku 2018 byl chován samec a dvě samice. O rok později byli chováni dva samci a jedna samice.
Od května 2020 je k vidění ve voliéře mokřadních a vodních ptáků expozičního celku Darwinův kráter v dolní části areálu.